# Districtul de Nord (Israel)

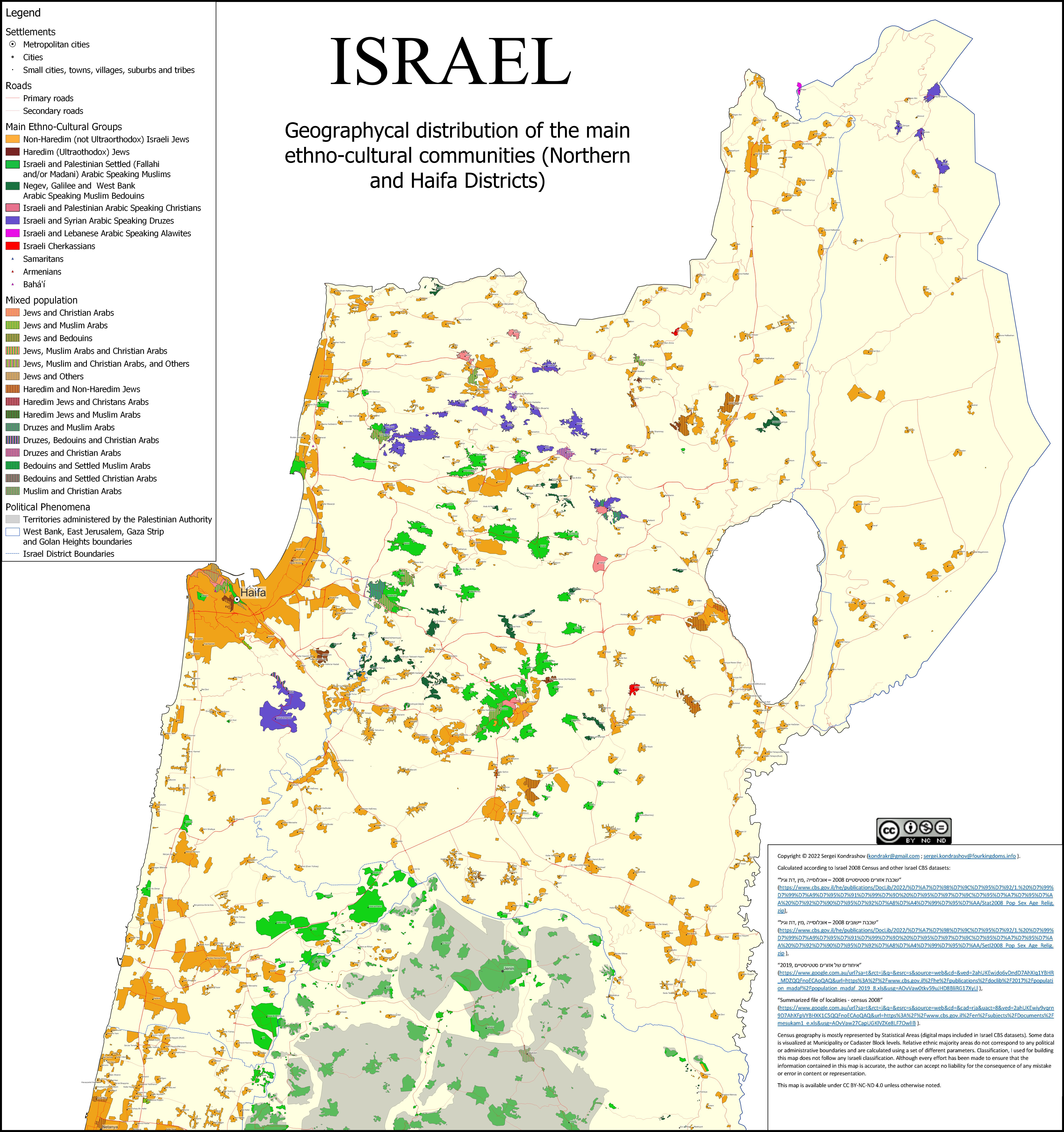
Distribuția geografică a principalelor comunități etno-culturale în districtele israeliene Haifa și de Nord

Districtul de Nord (Ebraică: מחוז הצפון - Mahoz Hatzafon;arabă: منطقة الشمال Mintaqat ash-Shimal) este unul dintre cele șase districte administrative ale Israelului, având o suprafață de 4,473 km², care ajunge la 4,638 km² dacă este luat în calcul și râul Iordan. Capitala districtului este Nof Hagalil și cel mai mare oraș al districtului este Nazaret.
Districtul cuprinde Galileea și Înălțimile Golan, acestea din urmă fiind controlate integral de Israel din iunie 1967 și parțial din anul 1973, și apoi anexate la Israel. Anexarea Înălțimilor Golan este recunoscută pe plan internațional numai de către Statele Unite din 2016.  
Districtul se învecinează la vest cu Marea Mediterană, la nord cu Libanul, la est cu Siria și Iordania, iar la sud cu Samaria, parte a Cisiordaniei aflată sub controlul Autorității Naționale Palestiniene și controlul militar al Israelului.

## Demografie
Conform datelor primite de la Biroului Central de Statistică Israelian pentru anul 2022:
- Populația totală: 1.527.800 (2022)
- Grupurile etnice:
  - Arabi:816,800 (53,5%); 90% din ei trăiesc în subdistrictele din vestul Galileei: Akko (Acra) și Emek Izreel (Valea Esdraelonului)
  - Evrei: 647.500 (42,4%)
  - Alții:  63.500 (4,2%)

- Grupuri religioase și etno-religioase
  - Evrei: 647.500 (42,4%)
  - Musulmani: 597.300 (39,1%)
  - Druzi: 120.300 (7,9%)
  - Creștini: 97,800 (6,4%)
  - Neclasificați: 55.600 (3,6%)

Densitatea medie a populației: 335 loc./km²
Districtul de Nord este singurul district israelian în care majoritatea populației este de origine arabă.

## Regiuni administrative
| Subdistricte | Subdistricte | Subdistricte |
| --- | --- | --- |
| - Akko - Golan - Izreel - Kineret (Tiberias sau Tverya) - Safed (Tzfat) | | |
| Orașe | Consilii locale | Consilii regionale |
| - Akko - Afula - Beit Șe'an - Karmiel - Kiriat Șmona - Ma'alot-Tarshiha - Migdal HaEmek - Nahariya - Nazaret - Nof Hagalil - Safed - Sakhnin - Shaghur - Shefa-'Amr - Tamra - Tiberias (Tverya) - Yokneam | - Abu Sinan - Arraba - Basmat Tab'un - Beit Jann - Bir al-Maksur - Bu'eine Nujeidat - Buq'ata - Daburiyya - Deir Hanna - Eilabun - Ein Qiniyye - Ein Mahil - Fasuta - Ghajar - Hurfeish - Hazor HaGelilit - I'billin - Iksal - Ilut - Jadeidi-Makr - Jish - Julis - Ka'abiyye-Tabbash-Hajajre - Kabul - Kafr Kanna - Kafr Manda - Kafr Yasif - Kaukab Abu al-Hija - Kațrin - Kfar Vradim - Kfar Kama - Kfar Tavor - Kisra-Sumei - Maghar - Majdal Shams - Mas'ada - Mashhad - Mazra'a - Metula - Mevo Hama - Migdal - Mi'ilya - Nahf - Pekiin - Rameh - Reineh - Ramat Yishai - Rosh Pina - Sajur - Sha'ab - Shlomi - Shibli-Umm al-Ghanam - Tuba-Zangariyye - Tur'an - Yafa an-Naseriyye - Yanuh-Jat - Yavneel - Yesod HaMaala - Yirka - Zarzir | - al-Batuf - Valea Beit She'an - Bustan al-Marj - Valea Iordanului - Golan - Gilboa (Ghilboa) - Valea Izreel - Galileea de Jos - Maale Yosef - Mate Asher - Meggido - Merom HaGalil - Mevoot HaHermon - Misgav - Galileea de Sus |